# 매스잭스
매스잭스(MathJax)는 MathML, LaTeX 및 ASCIIMathML 마크 업을 사용하여 웹 브라우저에 수학 표기법을 표시하는 크로스 브라우저 JavaScript 라이브러리이다. MathJax는 아파치(Apache) 라이선스에 따라 오픈 소스 소프트웨어로 제공된다.
MathJax 프로젝트는 2009년에 초기 JavaScript 수학 포맷 라이브러리 인 jsMath의 후속으로 시작되었으며, 미국 수학 협회 (American Mathematical Society)에서 관리한다. 이 프로젝트는 미국 수학 협회, 디자인 과학(Design Science company), 산업 및 응용 수학 협회 (Society for Industrial and Applied Mathematics)에 의해 설립되었으며 미국 물리학 협회(American Institute of Physics) 및 스택 익스체인지( Stack Exchange Network company)와 같은 수많은 후원사에 의해 지원되고있다.
MathJax는 arXiv, 엘제비어(Elsevier)의 ScienceDirect, MathSciNet, n-카테고리 카페, MathOverflow, 위키백과(백엔드), Scholarpedia, Project Euclid 저널 등의 웹 사이트에서 사용되고있으며, IEEEXplore, Publons, 코세라 및 전(全)러시아 수학 포털(All-Russian Mathematical Portal)등에서도 사용하고 있다.

## 사용
서버에서 뿐만 아니라 개인PC(로컬시스템)에서도 아래와같이 헤더(head)를 HTML문서에 삽입하면 웹브라우저로 바로 작동하는 것이 확인가능하다.
<HTML>
<head>

<script src="http://cdn.mathjax.org/mathjax/latest/MathJax.js?config=TeX-AMS-MML_HTMLorMML">
</script>
<script type="text/x-mathjax-config">
  MathJax.Hub.Config({tex2jax: {inlineMath: [['$','$'], ['\\(','\\)']]}});
</script>

</head>

$\sqrt{2}$

</HTML>

## 같이 보기
- 울프럼 알파
- 수식 편집기
- SageMath